# Nomophila heterospila
Nomophila heterospila is een vlinder uit de familie van de grasmotten (Crambidae), uit de onderfamilie van de Spilomelinae. De wetenschappelijke naam van deze soort is voor het eerst voorgesteld als Macronomeutis heterospila door Edward Meyrick in een publicatie uit 1936.

## Verspreiding
De soort komt voor in Ecuador, Peru en Bolivia.

## Ondersoorten
- Nomophila heterospila heterospila (Meyrick, 1936)
- Nomophila heterospila equatorialis Munroe, 1973 (Ecuador)